# جان غالياتسو سفورزا
جان غالياتسو ماريا سفورزا (أبياتغراسو، 20 يونيو 1469 - بافيا، 22 أكتوبر 1494) دوق ميلانو. خلف والده غالياتسو ماريا بعد اغتياله في سنة 1476 ، أولاً تحت وصاية والدته بونا سفويا (1449 - 1503) ، ثم وصاية عمه لودوفيكو الأسمر الذي جرده تماماً من السلطة.

## الأبناء
تزوج (2 فبراير 1489) من إيزابيلا أراغون (2 أكتوبر 1470 - 1514) و أثمر :
- إيبوليتا (1493 - 1501)
- فرانشيسكو (1491 - 1512)
- بونا (بافيا، 13 فبراير 1495 - باري، 19 نوفمبر 1557) تزوجت في 15 يونيو 1518 من الملك زيغمونت الأول ملك بولندا، الذي مات مسموماً على يد سكرتيره .

### الأبناء غير الشرعيين
يذكر من بين الأبناء غير الشرعيين كاتيرينا سفورزا التي تزوجت أولا من جيرولامو رياريو فصارت سيدة فورلي وإيمولا ، وهي سيادة احتفظت بها حتى بعد اغتيال جيرولامو إلى أن جاء تشيزري بورجا. كما تعرف كاترين بأنها والدة جوفاني دالي باندي نيري .